# Elaine Hammerstein

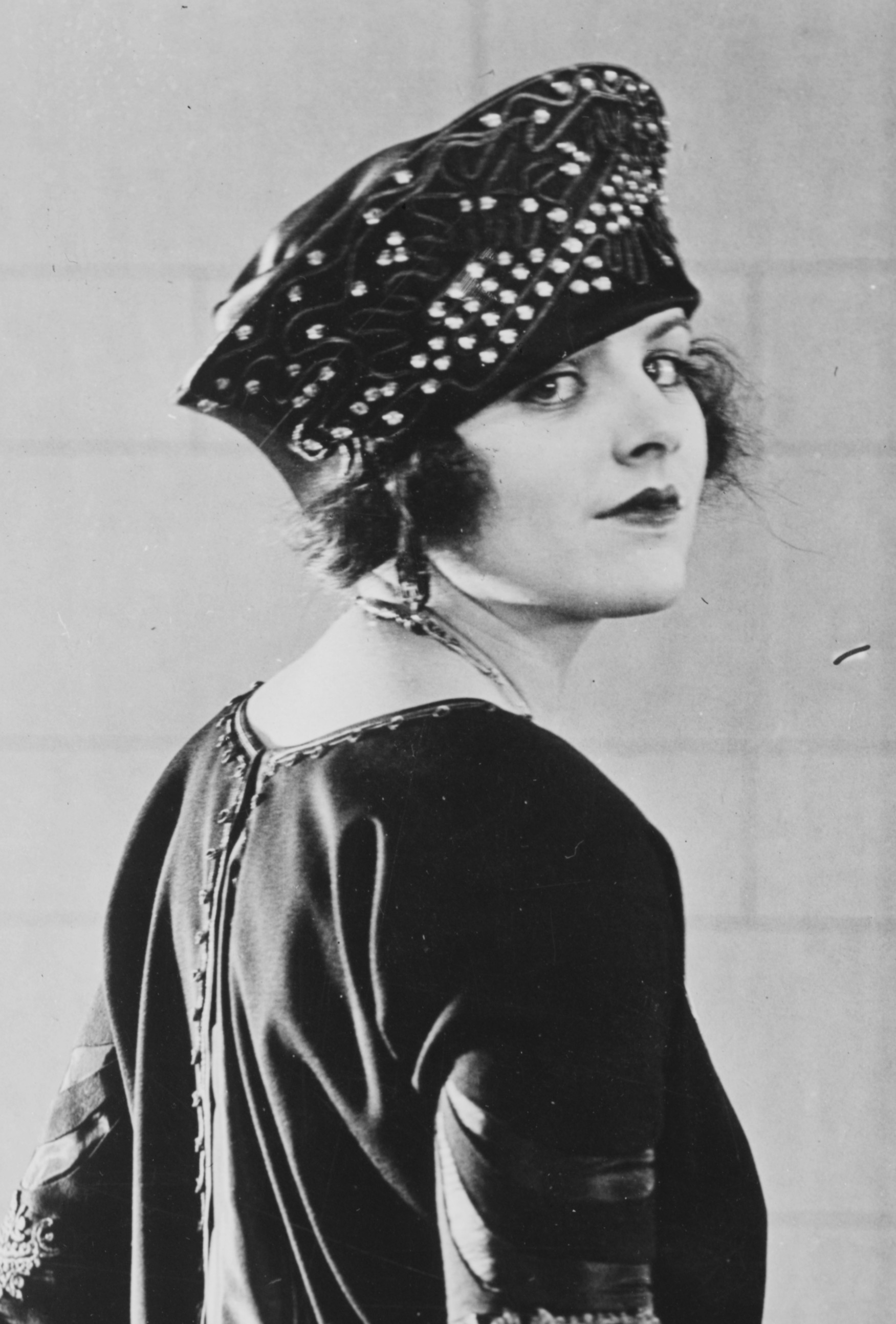
Elaine Hammerstein (1919, Fotograf: George Grantham Bain)

Elaine Hammerstein (* 16. Juni 1897 in Philadelphia, Pennsylvania; † 13. August 1948 in Tijuana, Mexiko) war eine US-amerikanische Schauspielerin, die in den frühen 1920ern einige Erfolge in Stummfilmen aufweisen konnte.

## Leben
Elaine Hammerstein war die Tochter des Opernimpressarios Arthur Hammerstein aus seiner ersten Ehe mit Jean Allision und Enkelin von Oscar Hammerstein I. Nach der Scheidung der Eltern behielt der Vater das Sorgerecht. 1913 gab sie ihr Debüt als Schauspielerin am Broadway in der musikalischen Revue High Jinks. Neben einigen weiteren Auftritten auf der Bühne drehte Hammerstein seit 1915 insgesamt 44 Filme. Sie war seit 1919 unter Vertrag bei Selznick Pictures, die von Lewis J. Selznick, dem Vater von David und Myron, geleitet wurde. Zu ihren erfolgreicheren Produktionen gehörte 1922 One Week of Love an der Seite von Conway Tearle.
Kurz danach begann die Karriere von Hammerstein zu schwinden und sie drehte 1926 ihren letzten Film. Die Schauspielerin war mehrfach verheiratet, darunter von 1925 bis 1930 mit Alan Crosland.
Sie starb 1948 bei einem Autounfall in Tijuana, Mexiko, als ein entgegenkommender Wagen ihr Fahrzeug von der Fahrbahn abbrachte und Hammerstein mit den anderen fünf Insassen den Tod fand. Sie wurde auf dem Calvary Cemetery in Los Angeles beigesetzt.

## Filmografie (Auswahl)
- 1915: Beatrice Fairfax
- 1915: The Moonstone
- 1917: The Argyle Case
- 1917: The Mad Lover
- 1918: The Accidental Honeymoon
- 1918: Her Man
- 1918: Wanted for Murder
- 1919: The Country Cousin
- 1920: Greater than Fame
- 1920: The Woman Game
- 1921: Handcuffs or Kisses
- 1921: The Way of a Maid
- 1922: One Week of Love
- 1923: The Drums of Jeapardy
- 1923: Der Markt der Seelen (Souls for Sale) (Cameo)
- 1924: One Glorious Night
- 1924: S.O.S. Perils of the Sea
- 1925: Paint and Powder
- 1925: Parisian Nights
- 1926: Ladies of Leisure